# مکانیکسویل، شهرستان باکس، پنسیلوانیا
مکانیکسویل (به انگلیسی: Mechanicsville) یک منطقهٔ مسکونی در ایالات متحده آمریکا است که در شهرستان باکس، پنسیلوانیا قرار دارد. مکانیکسویل ۱۳۵٫۰۳ متر بالاتر از سطح دریا واقع شده‌است.